# Waldemar Klink

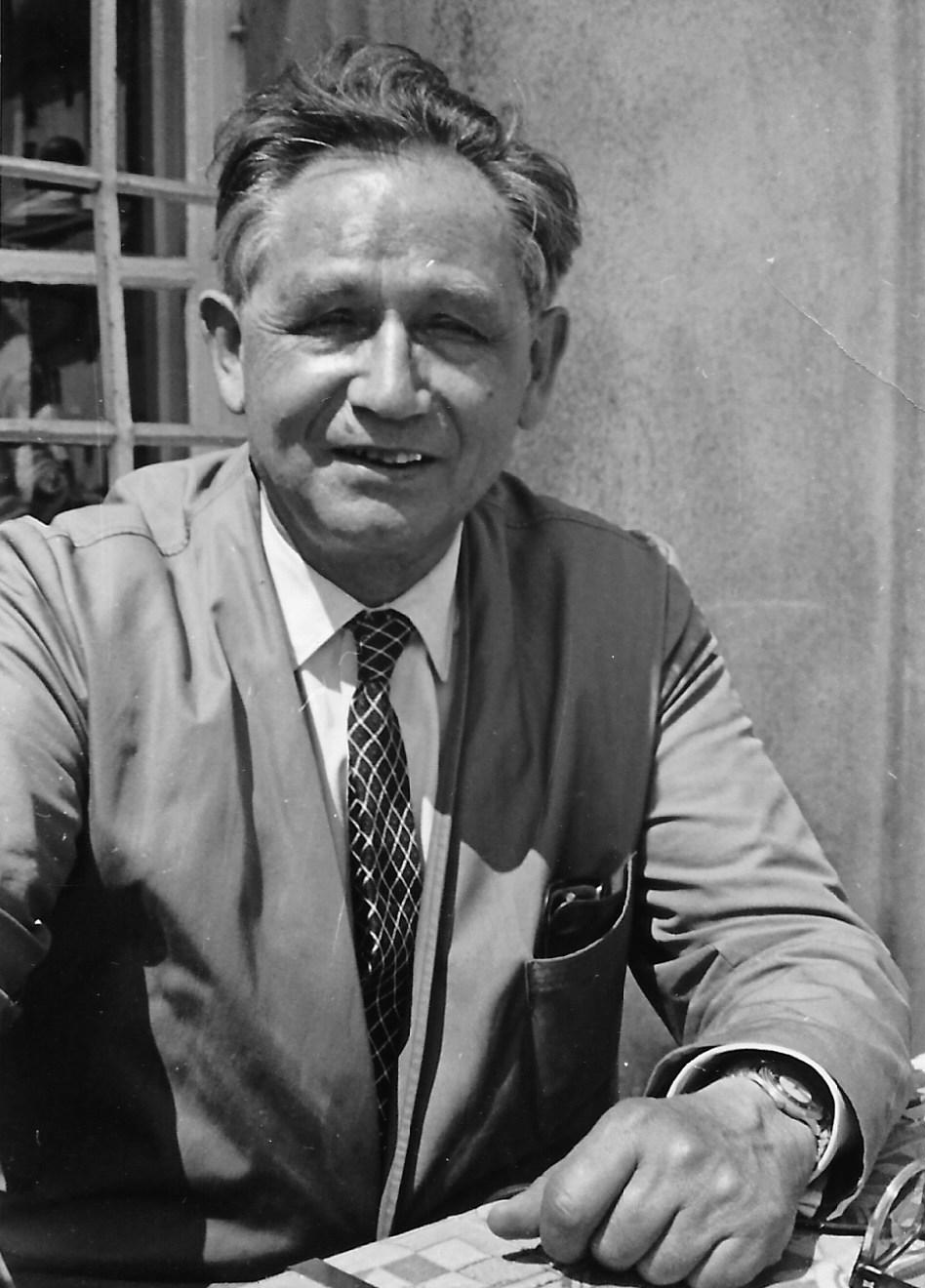
Waldemar Klink (1948)

Waldemar Klink (* 14. Februar 1894 in Heidenheim in Mittelfranken; † 12. März 1979 in Nürnberg) war ein deutscher Chorleiter und Komponist.

## Leben
Klink wurde 1894 in Heidenheim im heutigen Landkreis Weißenburg-Gunzenhausen geboren. Nach dem Besuch der Schule in Heidenheim folgte eine Ausbildung zum Volksschullehrer in Schwabach. Nach der Teilnahme am Ersten Weltkrieg machte Klink 1919 das Staatsexamen in Ansbach und wurde als Lehrer in Nürnberg angestellt. Von 1927 bis  1928 studierte er an der Musikhochschule in Berlin bei Paul Hindemith. In diese Zeit fällt auch die Freundschaft mit dem Nürnberger Komponisten und Kirchenmusiker Hugo Distler. Die Nationalsozialisten erteilten ihm 1934 ein Auftrittsverbot aufgrund seiner Weigerung, jüdische Mitglieder aus seinem Kammerchor auszuschließen. Das Auftrittsverbot wurde jedoch zurückgenommen, da zur Eröffnung des Nürnberger Christkindlesmarkt dringend ein Kinderchor benötigt wurde und die Feier nach Amerika übertragen werden sollte. Klink und sein Kinderchor waren die einzige Möglichkeit dazu.
Er war erster Leiter der 1936  gegründeten Nürnberger Singschule („Singschule der Stadt der Reichsparteitage“). Er war ab 1938 bis zu seiner Pensionierung der Direktor der Singschule. Der erste „Junggesang“, ein Konzert aller Schulklassen, wurde am 20. März 1937 im Kulturverein Nürnberg veranstaltet. Es kamen bis zu 2000 Kinder zusammen, was eine logistische Herausforderung darstellte. Die Singschule wurde Januar 1945 bei alliierten Angriffen zerstört und erst 1949 wieder in Betrieb genommen. Der von Klink 1945 gegründete Chor, die „Nürnberger Singgemeinschaft“, wurde zu einem der großen Oratorien-Chöre, die das Musikleben im Nürnberger Raum wesentlich geprägt haben. Der Chor wurde gegründet, da Klink wie andere Nürnberger Musiker bis 1947 von den Alliierten einen Berufsverbot bekam, der durch den Chor in Schirmherrschaft der Kirche umgangen werden konnte. Er leitete ihn bis 1970. Waldemar Klink war zudem langjähriger Direktor der Internationalen Orgelwoche Musica Sacra in Nürnberg (1956–1977) und vertretungsweise Leiter der Musikabteilung im „Studio Nürnberg“  des Bayerischen Rundfunks für den erkrankten Leiter Willy Spilling (1960).
1959 ging er in den Ruhestand. Er war verheiratet mit Henriette Klink-Schneider, einer Sängerin und Gesangspädagogin. Sie hatten die beiden Töchter Hildegard und Ursula. Klink starb 1979 in Nürnberg mit 85 Jahren. Sein Nachlass wird im Fränkischen Sängermuseum in Feuchtwangen verwaltet.
In Nürnberg wurde eine Straße nach ihm benannt.

## Veröffentlichungen
- Der Chormeister. Ein praktisches Handbuch für Chordirigenten. Mainz: Schott’s Söhne, 1952, 216 S.
- Singebuch für Männerchor. Hrsg. Waldemar Klink. Lippstadt: Kistner & Siegel, 1950, 154 S. (Deutsche Chormusik, Walter Lott; Band 2)

## Auszeichnungen
- Bürgermedaille der Stadt Nürnberg 1961